# Wayne Engelstad
Wayne Edward Engelstad (nacido el 6 de diciembre de 1966 en Rosemead, California) es un exjugador de baloncesto estadounidense que disputó una temporada en la NBA, además de jugar en la ACB, la CBA, la liga argentina y la liga portuguesa. Con 2,11 metros de estatura, jugaba en la posición de ala-pívot.

## Trayectoria deportiva

### Universidad
Jugó durante cuatro temporadas con los Anteaters de la Universidad de California en Irvine, en las que promedió 13,0 puntos y 5,9 rebotes por partido. En su último año fue incluido en el mejor quinteto de la Pacific Coast Athletic Association, tras promediar 23,6 puntos y 7,5 rebotes.

### Profesional
Tras no ser incluido en el Draft de la NBA de 1988, fichó en el mes de noviembre como agente libre por los Denver Nuggets, con los que disputó once partidos en los que promedió 2,5 puntos y 1,5 rebotes.
Después de ser despedido, jugó en la CBA hasta que fichó por el Pamesa Valencia de la liga ACB, con los que promedió 18,1 puntos y 5,6 rebotes por partido. Tras regresar a la CBA, en 1990 probó con los Golden State Warriors en pretemporada, pero fue finalmente descartado.
Jugó posteriormente de nuevo en la CBA, en la liga argentina y en la liga portuguesa, donde se proclamó campeón de liga en 1998 y de copa al año siguiente.

## Estadísticas de su carrera en la NBA

### Temporada regular
| Temporada | Edad | Equipo         | Liga | Pos. | P  | TIT | MIN | TC  | TCA | %TC  | 3P  | 3PA | %3P | TL  | TLA | %TL  | R.OF. | R.DEF. | REB | ASIS | ROB | TAP | PER | FP  | PTS |
| 1988-89   | 22   | Denver Nuggets | NBA  | PF   | 11 | 0   | 4.5 | 1.0 | 2.6 | .379 | 0.0 | 0.0 |     | 0.5 | 0.9 | .600 | 0.5   | 1.0    | 1.5 | 0.6  | 0.1 | 0.0 | 0.3 | 1.1 | 2.5 |
| Total     |      |                | NBA  |      | 11 | 0   | 4.5 | 1.0 | 2.6 | .379 | 0.0 | 0.0 |     | 0.5 | 0.9 | .600 | 0.5   | 1.0    | 1.5 | 0.6  | 0.1 | 0.0 | 0.3 | 1.1 | 2.5 |